# Alfa Romeo C43
Az Alfa Romeo C43 egy Formula–1-es versenyautó, amelyet az Alfa Romeo csapat tervezett és versenyeztetett a 2023-as Formula–1 világbajnokság során. Pilótái Csou Kuan-jü és Valtteri Bottas voltak.
Ez volt az Alfa Romeo és a Sauber utolsó közös közreműködése, miután a márka bejelentette, hogy az év végével véget ér köztük a partnerkapcsolat.

## A szezon
A csapat új, jellegzetes bordó-fekete festéssel kezdte meg az évet, az új főszponzor, a Stake.com színeiben. Mivel vannak országok, ahol a szerencsejáték reklámozása tilos, ezért ott a Kick streaming weboldal feliratai kerültek fel az autókra. Olaszországban több fehéret és zöldet tartalmazó, hagyományosabb Alfa-festéssel versenyeztek.
Ebben az évben a csapat kevésbé jól teljesített, mint az előző évben. Csupán alkalmi pontszerzők voltak és visszazuhantak az alsóházba. A szezon csúcspontja a katari kettős pontszerzés volt. 

## Eredmények
Félkövérrel jelölve a leggyorsabb kör.
| Év   | Csapat                   | Motor          | Gumik | Pilóták         | Futamok | Futamok | Futamok | Futamok | Futamok | Futamok | Futamok | Futamok | Futamok | Futamok | Futamok | Futamok | Futamok | Futamok | Futamok | Futamok | Futamok | Futamok | Futamok | Futamok | Futamok | Futamok | Pontok | Helyezés |
| Év   | Csapat                   | Motor          | Gumik | Pilóták         | BHR     | SAU     | AUS     | AZE     | MIA     | MON     | ESP     | CAN     | AUT     | GBR     | HUN     | BEL     | NED     | ITA     | SIN     | JPN     | QAT     | USA     | MXC     | SAP     | LVG     | ABU     | Pontok | Helyezés |
| ---- | ------------------------ | -------------- | ----- | --------------- | ------- | ------- | ------- | ------- | ------- | ------- | ------- | ------- | ------- | ------- | ------- | ------- | ------- | ------- | ------- | ------- | ------- | ------- | ------- | ------- | ------- | ------- | ------ | -------- |
| 2023 | Alfa Romeo F1 Team Stake | Ferrari 066/10 | P     | Valtteri Bottas | 8       | 18      | 11      | 18      | 13      | 11      | 19      | 10      | 15      | 12      | 12      | 12      | 15      | 10      | KI      | KI      | 8       | 12      | 15      | KI      | 17      | 19      | 16     | 9.       |
| 2023 | Alfa Romeo F1 Team Stake | Ferrari 066/10 | P     | Csou Kuan-jü    | 16      | 13      | 9       | KI      | 16      | 13      | 9       | 16      | 12      | 15      | 16      | 13      | KI      | 14      | 12      | 13      | 9       | 13      | 14      | KI      | 15      | 17      | 16     | 9.       |

## Fordítás
Ez a szócikk részben vagy egészben  az   Alfa Romeo C43 című angol Wikipédia-szócikk ezen változatának fordításán alapul.  Az eredeti cikk szerkesztőit annak laptörténete sorolja fel. Ez a jelzés csupán a megfogalmazás eredetét és a szerzői jogokat jelzi, nem szolgál a cikkben szereplő információk forrásmegjelöléseként.